# La Canoa (Trinidad y Tobago)
La Canoa es una localidad de Trinidad y Tobago, que forma parte de la región de San Juan-Laventille.

## Geografía
La localidad abarca parte de la isla Trinidad y limita al norte con La Pastora, al sur con Gran Curucaye, al este con Maracas-St. Joseph (localidad perteneciente a la región de Tunapuna-Piarco) y al oeste con La Pastora, Santa Cruz y Lower Santa Cruz.

## Demografía
Datos demográficos de la localidad de La Canoa:
| Gráfica de evolución demográfica de La Canoa entre 2000 y 2011 |
|                                                                |